# Aeroporto di Curitiba-Afonso Pena
L'aeroporto di Curitiba-Afonso Pena (in portoghese Aeroporto Internacional Afonso Pena) è uno scalo aereo brasiliano situato nel comune di São José dos Pinhais che serve la città di Curitiba, capitale dello stato del Paraná.
Intitolato al presidente brasiliano Afonso Pena, è situato a 17 km a sud-est del centro di Curitiba.

## Storia
Come nel caso di molti importanti aeroporti brasiliani situati in punti strategici lungo la costa, anche quello di Curitiba è stato costruito dal Ministero dell'Aeronautica brasiliana in collaborazione con l'Esercito degli Stati Uniti durante la seconda guerra mondiale. Tuttavia, poiché la sua costruzione fu completata solo nel 1945, poco prima della fine del conflitto, non vide mai un intenso movimento militare. Nel 1946, la maggior parte dei movimenti era costituita da operazioni civili. Il terminal passeggeri originale è rimasto in uso fino al 1959, quando ne è stato costruito uno nuovo. Questo secondo terminal è oggi utilizzato per le operazioni cargo. Nel 1996 è stato costruito l'attuale terminal passeggeri.
Il 31 agosto 2009, il gestore Infraero ha presentato un piano di investimenti da 30 milioni di real per ammodernare l'aeroporto in vista dei preparativi per la Coppa del Mondo FIFA 2014, che si è svolta in Brasile e che ha visto Curitiba tra le città ospitanti. Il 7 aprile 2021 CCR si è aggiudicata una concessione trentennale per la gestione dell'aeroporto.

### Incidenti
- 16 giugno 1958: un Convair 440-59 della Cruzeiro do Sul, immatricolato PP-CEP, in volo da Florianópolis a Curitiba, era in fase di avvicinamento finale per atterrare a Curitiba in condizioni di maltempo quando è stato sorpreso dal vento. L'aereo è sceso e ha colpito il suolo. Dei 27 passeggeri e dell'equipaggio a bordo, 24 sono morti. Tra i morti c'era anche il presidente brasiliano ad interim dell'epoca, Nereu Ramos[2].
- 3 novembre 1967: un Sadia Handley Page Dart Herald 214, immatricolato PP-SDJ, in volo da San Paolo-Congonhas a Curitiba, si scontrò con una collina durante l'avvicinamento all'atterraggio a Curitiba. Tutti i 5 membri dell'equipaggio e i 21 passeggeri sono morti. 4 passeggeri sono sopravvissuti[3].
- 16 agosto 2000: un Boeing 737-2A1 della VASP, immatricolato PP-SMG, in volo da Foz do Iguaçu a Curitiba, è stato dirottato da 5 persone che chiedevano i 5 milioni di BRL (circa 2,75 milioni di dollari all'epoca) che l'aereo trasportava. Il pilota fu costretto ad atterrare a Porecatu, dove i dirottatori fuggirono con il denaro. Non ci sono stati feriti[4].
- 26 dicembre 2002: un Embraer EMB 110 Bandeirante della Força Aérea Brasileira, immatricolato FAB-2292, in rotta da San Paolo-Campo de Marte alla base aerea di Florianópolis, si è schiantato mentre cercava di effettuare un atterraggio di emergenza a Curitiba-Afonso Pena. Secondo quanto riferito, entrambi i motori si erano spenti. L'aereo era decollato con una quantità di carburante insufficiente per completare il volo verso Florianópolis. Delle 16 persone a bordo, 1 membro dell'equipaggio e 2 passeggeri sono morti[5].